# Šomodska županija
Šomodska županija (madžarsko Somogy vármegye) je županija na jugozahodu Madžarske. Upravno središče županije je Rupertgrad (madž. Kaposvár). Vanjo so se v 17. stoletju priselili Šomodski Slovenci.

### Mestna okrožja
- Rupertgrad (sedež županije)

### Mesta in večji kraji
(po številu prebivalcev)
- Siófok (23.460)
- Marcali (12.575)
- Barč (12.343)
- Nagyatád (12.065)
- Balatonboglár (6.076)
- Csurgó (5.788)
- Fonyód (5.296)
- Balatonlelle (5.002)
- Tab (4.914)
- Nagybajom (3.598)
- Lengyeltóti (3.443)
- Kadarkút (2.791)
- Balatonföldvár (2.108)